# Tanusia brullaei
Tanusia brullaei är en insektsart som först beskrevs av Blanchard 1840.  Tanusia brullaei ingår i släktet Tanusia och familjen vårtbitare. Inga underarter finns listade i Catalogue of Life.